# 박소라 (희극인)
박소라(朴素羅, 1990년 6월 13일 ~)는 대한민국의 희극 배우이며 2011년 KBS 26기 공채 개그맨을 통해 데뷔하였다.

## 연기 활동

### 방송
- KBS 《개그콘서트》
  - 〈트렌드쇼〉
  - 〈서울메이트〉
  - 〈패션No.5〉
  - 〈이기적인 특허소〉
  - 〈이 죽일놈의 사랑〉
  - 〈박부장〉
  - 〈용감한 녀석들〉
  - 〈불편한 진실〉
  - 〈모던보이〉
  - 〈메이킹 우먼쇼〉
  - 〈좀도둑들〉
  - 〈아빠와 아들〉
  - 〈건달의 조건〉
  - 〈남자가 필요없는 이유〉홍나영의 언니 역
  - 〈시청률의 제왕〉
  - 〈끝사랑〉
  - 〈억울한 영길씨〉
  - 〈안 생겨요〉
  - 〈후궁뎐;꽃들의 전쟁〉
  - 〈두근두근〉
  - 〈참 좋은 시절〉
  - 〈10년 후〉
  - 〈이.개.세 (이 개그맨들이 사는 세상)〉
  - 〈선배, 선배!〉
  - 〈핵존심〉
  - 〈왕입니다요〉
  - 〈환상의 커플〉
  - 〈초능력자〉
  - 〈HER (허ㄹ)〉
  - 〈베테랑〉
  - 〈죽어도 못 보내〉
  - 〈게놈 프로젝트〉연구박사 역
  - 〈빼박 캔트〉김장군의 여자친구 역
  - 〈비호행〉최재원의 여자친구 역
  - 〈땀복근무〉
  - 〈이거 실화냐?〉
  - 〈창과 방패〉
  - 〈내꺼하자〉
  - 〈조용!必〉
  - 〈배틀트집〉기자 역
  - 〈퀴즈카페〉아나운서 역
  - 〈세.젤.예 (세상에서 제일 예민한 사람)〉
  - 〈남이 될 수 있을까〉
  - 〈조별과제〉
  - 〈ZOO스 와이드〉
  - 〈투잡 공화국〉
  - 〈당황스럽다〉
  - 〈스카이캔슬〉
  - 〈내 남자의 여사친〉
- EBS1 《안전을 약속해》 진행자

## 공연
- 드립걸즈
- miss개그코리아

## 유행어
- 네? (서울메이트)
- 어떤 남자스타일 원하는데? (남자가 필요없는 이유)
- 언니가 ~한 남자 만나 봤는데 (남자가 필요없는 이유)
- 오빠 요즘 수상해! (남자가 필요없는 이유)
- 으악~! (남자가 필요없는 이유)
- 야! 보통남자들은 다 늑대야! 언니가 얼마나 늑대같은 남자를 만났냐면 (남자가 필요없는 이유)
- 참으세요, 권 선생님! (끝사랑)
- 어머나 세상에 깜짝 놀래라~ (이 개그맨들이 사는 세상)
- 아들같은 딸이 될게요~ (왕입니다요)
- 왕 시켜 주세요~ (왕입니다요)
- 정신 똑바로 차려! (빼빡 켄트)
- 오빠 오빠 오빠 오빠 오빠 (빼빡 켄트)
- 하하하하하하하 (빼빡 켄트)
- 비호감 바이러스? (비호행)
- 아니에요! 우리 오빠 아직 감염 안됐어요! (비호행)
- 그게 무슨 소리야? (비호행)
- 저는 못해요! (비호행)
- 저 살았어요! (비호행)
- KBS 아나운서 박소라입니다. 유민상씨 반갑습니다. (퀴즈카페)

## 수상
- 2014년 KBS 연예대상 코미디부문 최우수코너상
- 2018년 KBS 연예대상 코미디부분 여자 우수상